# Майдан (Рівненський район)
Майда́н — село в Україні, у Рівненському районі Рівненської області. Населення становить 232 осіб. Відстань до центру громади (колишнього райцентру) становить близько 31 км і проходить автошляхом місцевого значення. Село розташовано на кордоні з Луцьким районом Волинської області.

## Географія
Село розташоване біля витоку на лівому березі річки Мельниці.

## Символіка
Символи затверджені 28 листопада 2024 року рішенням Костопільської міської ради. Автори – А. Гречило та Ю. Терлецький.

### Герб
Щит перетятий ламано М-подібно, у верхньому зеленому полі золотий потрійний сосновий пагон, у нижньому золотому - такі ж два зелені пагони.
М-подібне ділення щита вказує на назву села. Соснові пагони розповідають історію виникнення поселення на місцевості після вирубки лісу. Золото є символом щедрості та добробуту. Щит увінчано золотою сільською короною з колосків, що вказує на статус села.

### Прапор
Квадратне полотнище, яке складається з двох рівновеликих горизонтальних смуг, розділених М-подібно - зеленої та жовтої, на зеленій - жовтий потрійний сосновий пагон, на жовтій - такі ж два зелені пагони.

## Історія
У 1906 році село Стидинської волості Рівненського повіту Волинської губернії. Відстань від повітового міста 55 верст, від волості 7. Дворів 29, мешканців 240.